# 可算集合
可算集合（かさんしゅうごう、英語: countable set または denumerable set）または可付番集合とは、おおまかには、自然数全体と同じ程度多くの元を持つ集合のことである。各々の元に 1, 2, 3, … と番号を付けることのできる、すなわち元を全て数え上げることのできる無限集合と表現してもよい。
有限集合も、数え上げることができる集合という意味で、可算集合の一種とみなすことがある。そのため、はっきりと区別を付ける必要がある場合には、冒頭の意味での集合を可算無限集合 (countably infinite set) と呼び、可算無限集合と有限集合を合わせて高々可算 (at most countable) の集合と呼ぶ。可算でない無限集合を非可算集合 (uncountable set) という。非可算集合は可算集合よりも「多く」の元を持ち、全ての元に番号を付けることができない。そのような集合の存在は、カントールによって初めて示された。

## 定義
可算集合とは N と濃度が等しい集合のことである。すなわち、集合 S が可算であるとは、自然数全体の集合 N との間に全単射が存在することをいう。
また、高々可算な集合とは、N の濃度以下の濃度を持つ集合のことである。すなわち、集合 S が高々可算であるとは、S から N へ単射が存在することをいう。これは、N から S へ全射が存在することと同値である。
慣例では、可算集合の濃度を {\displaystyle \aleph _{0}}（アレフゼロ、aleph-null）で表す。例えば、N の濃度が可算であることを {\displaystyle |\mathbb {N} |=\aleph _{0}} などと表す。

## 例と性質
無限集合においては、その真部分集合と濃度が等しいことがあり得る。例えば、偶数の自然数全体の集合 2N は N との間に次の全単射が存在する。
{\displaystyle f\colon \mathbb {N} \ni n\mapsto 2n\in 2\mathbb {N} .}
よって、2N は可算集合である。また、整数全体の集合 Z や有理数全体の集合 Q も可算である。しかし、実数全体の集合 R は非可算である。この事実はカントールの対角線論法によって示される。R の濃度は連続体濃度と呼ばれ、{\displaystyle \aleph } または {\displaystyle {\mathfrak {c}}} で表される。
選択公理を認めるならば、可算濃度は無限集合の濃度のうち最小のものであることが示される。可算濃度と連続体濃度の間に他の濃度が存在するか否かは、ZFC とは独立であり、通常は存在しないと仮定する。この仮定を連続体仮説という。
可算個の可算集合の和集合や、有限個の可算集合の直積集合はまた可算である。これより、代数的数全体の集合 Q は可算であることが従う。しかし、可算個の可算集合の直積集合や、可算集合の冪集合は非可算であり、その濃度は連続体濃度である。
可算個の可算集合の直積集合の濃度は、濃度不等式
{\displaystyle 2^{\aleph _{0}}\leq \aleph _{0}^{\aleph _{0}}\leq (2^{\aleph _{0}})^{\aleph _{0}}=2^{\aleph _{0}}}
によって、{\displaystyle \aleph }　と等しいことが示される。